# Mihai Nistor (pugilist)
Mihai Nistor (n. 5 noiembrie 1990, Podu Iloaiei, județul Iași) este un pugilist român care evoluează în categoria supergrea (+91 kg), campion mondial AIBA Pro Boxing în 2015.

## Carieră
S-a apucat de box la vârsta de 15 ani sub îndrumarea lui Nicolae Chipirog. A continuat la CS Nicolina din Iași cu antrenorul Nicu Chipirog, devenind campion național la cadeți în 2006 și la tineret în 2008. În 2008 a semnat și cu CS Dinamo, dar a suferit o accidentare care l-a ținut pe margine. Foarte dezamăgit, s-a gândit să se retragă din sport și să plece la muncă în Italia, dar a fost convins de Nicolae Cara  să vină să se antreneze la SCM Bacău, unde și-a relansat cariera.
În 2010 a devenit pentru prima dată campion național de seniori. A participat la World Combat Games din 2010, unde s-a clasat pe locul doi, după ce a fost învins în finala de Zhang Zhilei, vicecampion olimpic la Beijing 2008. La Campionatul European din 2011 de la Ankara a ajuns în semifinală, trecând de britanicul Anthony Joshua, campion mondial de tineret și viitor campion olimpic la Londra 2012. Totuși, a pierdut cu dublul campion mondial Roberto Cammarelle și s-a mulțumit cu bronzul. După acesta performanță a semnat cu echipa kazahă Astana Arlans din cadrul campionatului semiprofesionist World Series of Boxing (WSB). A dobândit notorietate după ce l-a învins pe dublul campion mondial Clemente Russo și a încheiat sezonul 2012-2013 pe locul unu cu Astana Arlans. În sezonul următor s-a transferat la echipa Italia Thunder.
În 2014 a fost cooptat în AIBA Pro Boxing (APB). A câștigat primele două meciuri cu rusul Magomed Omarov și respectiv marocanul Mohammed Arjaoui. Acesta victorie i-a asigurat calificarea la Jocurile Olimpice de vară din 2016. O luna mai târziu, la Campionatul European de la Samokov, a cucerit a două medalie de bronz după ce a pierdut semifinala cu croatul Filip Hrgovici. În septembrie 2015 a trecut prin KO tehnic de germanul Erik Pfeifer, deținătorul centurii APB la supergrei, și a devenit campion mondial. Totuși, a ieșit din competiție cu ochii tumefiați și a primit interzis de la doctori să participe la Campionatul Mondial de la Doha în luna octombrie.
La începutul anului 2016 s-a despărțit de tehnicianul Relu Auraș și a început să se pregătească cu antrenorul federal Valentin Vrânceanu.

## Legături externe
- Mihai Nistor Arhivat în 5 august 2016, la Wayback Machine. la Comitetul Olimpic și Sportiv Român
- en  Mihai Nistor la AIBA
- en  Mihai Nistor Arhivat în 4 august 2016, la Wayback Machine. la AIBA Pro Boxing